# Estación de Barbès - Rochechouart

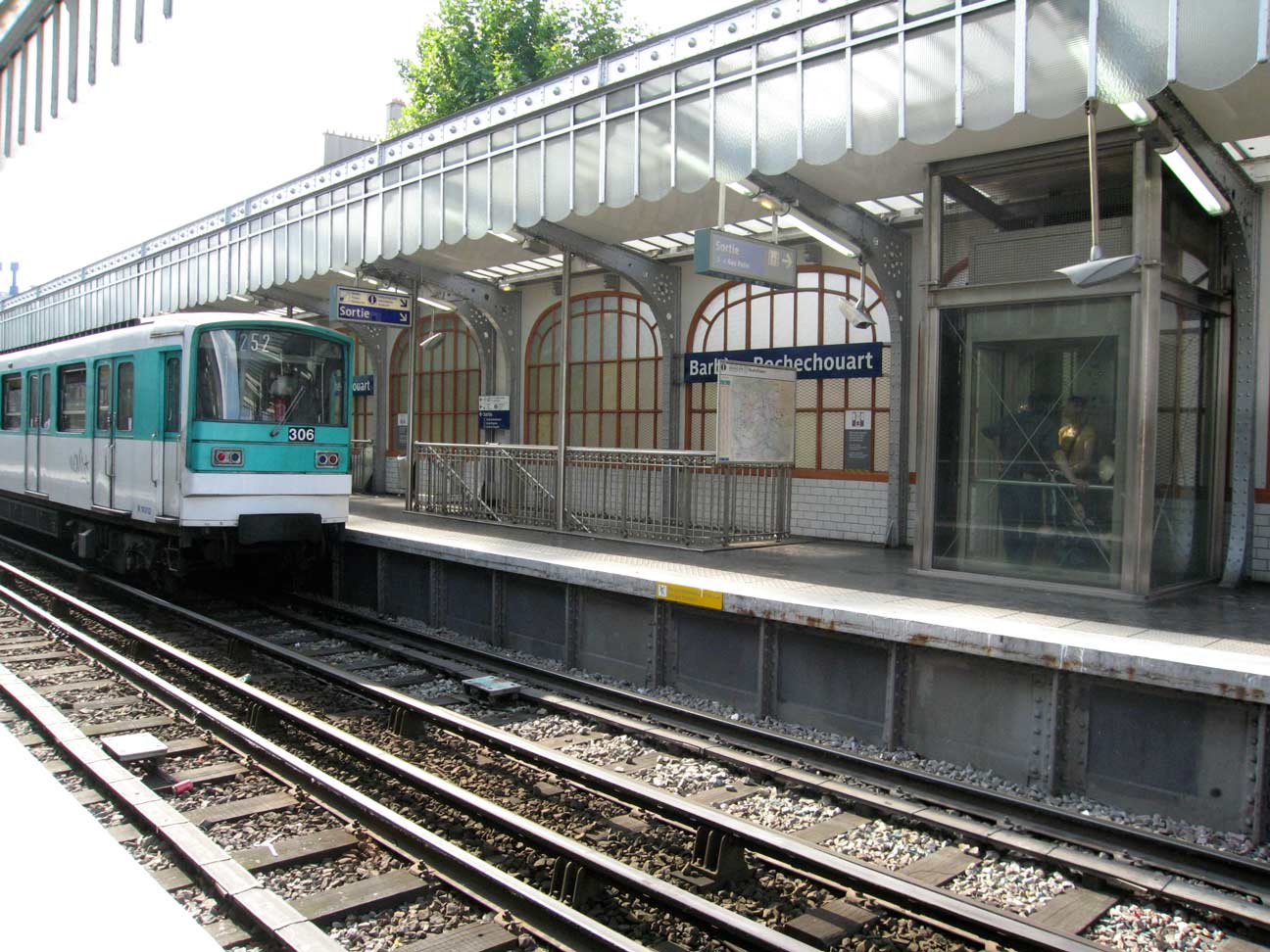
El tren MF 67.

Barbès - Rochechouart es una estación de las líneas 2 y 4 del metro de París situada en el límite de los distritos IX, X y XVIII, al norte de la capital. 

## Historia
La estación fue inaugurada el 26 de marzo de 1903 bajo el nombre de Boulevard Barbès, aunque poco días después adoptó su nombre actual. La estación toma su nombre actual, por su parte, la estación de la línea 4 fue abierta al público el 21 de abril de 1908.
La estación está situada en la confluencia de los bulevares Barbès y Rochechouart, los que deben su nombre al republicano francés Armand Barbès y al religiosa francesa Marguerite de Rochechouart, fallecida en 1727.
Fue el escenario del que se considera como el primer atentado mortal contra las tropas alemanas de ocupación durante la Segunda Guerra Mundial donde falleció un miembro de la Kriegsmarine.

## Descripción

### Estación de la línea 2
La estación se compone de dos vías y de dos andenes laterales de 75 metros. Forma parte de las cuatro estaciones aéreas de la línea al situarse sobre un largo viaducto que sortea las vías férreas que acceden a la Estación de París Norte y París Este y el canal Saint-Martin. 
Como muchas estaciones no subterráneas los habituales azulejos blancos del metro parisino se limitan a una porción menor de las paredes ya que estas se han sustituido por amplias cristaleras. La parte superior de cada andén está protegida por un sencillo techo plano parcialmente transparente que sostiene una estructura metálica. 
La iluminación corre a cargo del modelo new exterieur, una versión renovada de la iluminación antes empleada en las estaciones exteriores. Las lámparas, con forma de cilindro, se ubican de dos en dos bajo las vigas que soportan los techos de cada andén. 
La señalización por su parte usa la moderna tipografía Parisine donde el nombre de la estación aparece en letras blancas sobre un panel metálico de color azul. Por último, los asientos, de estilo Motte, combinan pequeñas zonas semicirculares de cemento revestidas de azulejos blancos que sirven de banco improvisado con algunos asientos individualizados del mismo color que se sitúan sobre dichas estructuras.

### Estación de la línea 4
La estación se compone de dos vías y de dos andenes laterales curvados de 75 metros. A diferencia de la línea 2, en este caso se optó por una solución subterránea.
La estación está diseñada en bóveda elíptica revestida completamente de los clásicos azulejos blancos del metro parisino aunque en este caso son planos, sin biselar. La iluminación es de estilo Ouï-dire realizándose a través de estructuras que recorren los andenes sujetados por elementos curvados que proyectan una luz difusa en varias direcciones. Inicialmente esta iluminación coloreaba las bóvedas pero esta característica se ha perdido. Este mismo estilo es el seguido en los asientos, combinando asientos convencionales con bancos que sólo permiten apoyarse.
La señalización, por su parte, usa la moderna tipografía Parisine donde el nombre de la estación aparece en letras blancas sobre un panel metálico de color azul. 
Sobre los andenes hay aparatosas vitrinas con una exposición dedicada a la ocupación alemana durante la Segunda Guerra Mundial, donde se pueden observar, fotos, recortes de prensa de la época y mapas.

## Accesos
La estación dispone de cinco accesos, uno de ellos con edículo Guimard, está catalogado como Monumento Histórico.
- Acceso 1: bulevar de la Chapelle esquina con el bulevar de Magenta.
- Acceso 2: bulevar de la chapelle esquina con el bulevar Barbès.
- Acceso 3: Bulevar Rochechouart (lado impar)
- Acceso 4: Bulevar Rochechouart (lado par)
- Acceso 5: Bulevar de la Chapelle, nº 45